# Adam (Buffy the Vampire Slayer)
Adam es un personaje de ficción de la serie Buffy the Vampire Slayer. Está interpretado por el actor George Hertzberg y durante la cuarta temporada de la serie fue el villano principal al que Buffy derrotaría, a diferencia de otros villanos, en el penúltimo episodio de la temporada.

## Creación
Adam, fue un proyecto creado en la habitación 314 por la Dr. Maggie Walsh que trabajaba para La Iniciativa. Su idea principal era la de crear un híbrido entre humano, demonio y máquina que pudiera crear a su vez otros iguales a él para así obtener un ejército de híbridos humanoides.

## Habilidades
Se trata de una criatura de forma humanoide, con mitad de la cara humana, así como su forma más general. Su tronco, así como sus brazos y manos son de demonio, en su pectoral derecho puede introducir un disquet con información que es automáticamente procesado. En su interior tiene e lugar de «corazón» un mini reactor de uranio lo que le permite sobrevivir y regenerarse de cualquier herida sufrida, aparte de no sufrir la necesidad de comer. Es consciente de cada aspecto de sí mismo, y por esto, es inmune a los hechizos de cambios de universo, como el que realizó Jonathan Levinson en el episodio Ha nacido una estrella. Adam también está armado con el espolón retráctil de hueso de un demonio Polgara que esconde en su muñeca izquierda ; luego, se actualiza él mismo y se incorpora una ametralladora y un lanzamisiles. Debido a su parte demoníaca y ciborg, Adam es también más fuerte que la cazadora y un vampiro de la edad y estatus de Spike.

## Desarrollo del personaje
En su primera aparición en el episodio Trabajo en equipo Adam mata a Maggie Walsh y se escapa de La Iniciativa para investigar y descubrir más cosas sobre el mundo. Cuando deja el laboratorio se dirige hacia el bosque y por allí se encuentra con un niño al que mata y disecciona para aprender más sobre biología. Tan pronto como ha hecho esto vuelve al laboratorio para descargar todo el conocimiento que ha ido adquiriendo. Adam puede conectarse a los ordenadores y posee una gran inteligencia.
En su retorno a la Iniciativa se encuentra con Buffy Summers, Xander Harris, Riley Finn, Forrest Gates y Dr. Angleman y les cuenta cuáles son sus impresiones sobre el mundo y él mismo y comienza su andadura como el villano de la cuarta temporada.
Se considera a sí mismo como un hermano de Riley Finn, porque la Profesora Walsh experimentó con ellos para hacerlos «perfectos». Adam intenta hacer que Riley sea como él, para que los dos puedan dirigir un ejército de otros demoniodes biomecánicos. Para obtener los cuerpos necesarios, Adam aparece ante los demonios de Sunnydale, y los persuade de unisrse a él en contra de la Iniciativa. Demonios y vampiros, conocidos por odiarse mutuamente, comienzan a luchar entre ellos, mientras los otros se dejan atrapar por la Iniciativa. El plan de Adam es llenar las instalaciones de la Iniciativa con demonios y liberarlos para que luchen contra los soldados, cuando termine la batalla, recobrará las partes que le hacen falta para seguir crando un ejército formado por seres con forma humana, demonio y máquina.
Para ayudarse en la creación de ese ejército, Adam crea otro ser biomecánico usando el cuerpo de Forrest Gates, a quien Adam mató. También reanima en cuerpo de sus otras víctimas, profesora Maggie Walsh y el Dr. Francis Angleman, aunque tiene menos actividad cereblar y solo funcionan como trabajadores.

## Encuentro entre Adam y Buffy
Adam es derrotado cuando Buffy, Willow, Xander, y Giles combinan sus esencias en el cuerpo de Buffy por un hechizo. Este hecho hace que la fuerza de la Primera Cazadora aparezca en su cuerpo y utiliza magia para parar los ataques de Adam. Con el poder de la Primera Cazadora unido al suyo, consigue extraer de Adam su fuente de poder y lo desactiva, haciendo así de Adam el único villano principal asesinado en el penúltimo episodio de la temporada.

## Apariciones
En el episodio final de la cuarta temporada, Inquietud, Buffy, en un sueño, ve a Adam antes de que Maggie Walsh experimentara en él. Cuando Buffy le pregunta su nombre, el Adam del sueño le dice: «¿Antes de Adam? Ningún hombre entre nosotros puede recordar.»
La última aparición de Adam en Buffy the Vampire Slayer fue bajo la forma de El Primero usado para atormentar a Spike.

### Episodios
Adam ha aparecido en 9 episodios de Buffy the Vampire Slayer:
- Cuarta temporada
  - Trabajo en equipo
  - ¿Quién eres tú? (II)
  - Ha nacido una estrella
  - Luna nueva
  - El factor Yoko (I)
  - Primigenio
  - Inquetud
- Séptima temporada
  - Lecciones